# Viktor Kingissepp
Viktor Kingissepp est un homme politique estonien, né le 12 mars (24 mars) 1888 à Kuressaare (Estonie) et décédé le 3 mai 1922 à Tallinn. Il était le chef du Parti communiste estonien.
Kingissepp fut arrêté le 1er mai 1922 par la police secrète estonienne, la KAPO (Kaitsepolitsei), jugé sommairement pour trahison, il est fusillé peu après et son corps est jeté à la mer. Le gouvernement de la Russie soviétique donna alors son nom à la ville de Iambourg, dans la région de Saint-Pétersbourg, qui devint Kinguissepp (en russe : Кингисепп). Pendant la période de domination soviétique de l'Estonie, après la Seconde Guerre mondiale, la ville de Kuressaare fut également renommée Kingissepa en 1952 (son nom ancien a été rétabli en 1988).